# Szpital Tworkowski
Szpital Tworkowski, pełna obecna nazwa Mazowieckie Specjalistyczne Centrum Zdrowia im. prof. Jana Mazurkiewicza – szpital psychiatryczny utworzony w 1891. Znajduje się w Pruszkowie, w dzielnicy Tworki. W latach 2008–2015 w skład szpitala wchodził także Oddział Leczenia Zaburzeń Nerwicowych w Komorowie, został zlikwidowany.

## Historia
Szpital został otwarty w 1891, dzięki wieloletnim staraniom grupy polskich psychiatrów i społeczników. Inicjatorem jego budowy i twórcą koncepcji był profesor Adolf Rothe. Ideę budowy wsparł profesor Jan Baliński.
Teren pod jego budowę zakupiła w 1882 Rada Dobroczynności i Użyteczności Publicznej (pod którą podlegał Komitet Budowy Szpitala Psychiatrycznego) od ziemianina Franciszka Kryńskiego. Było to 58 ha folwarku Tworki. Koszt budowy szpitala wyniósł około 800 000 rubli. Pierwsze budynki zostały wzniesione w latach 1888–1891. Powstały wówczas pawilony dla pacjentów i zaplecze administracyjno-gospodarcze. 21 listopada 1891 miało miejsce uroczyste otwarcie szpitala. Był to pierwszy polski szpital zbudowany w układzie pawilonowym, oświetlony elektrycznie lampami żarowymi i łukowymi, posiadający własną infrastrukturę. Pierwszym dyrektorem szpitala został Władimir Chardin, po nim stanowisko to zajmował Iwan Sabasznikow. Pierwszym polskim dyrektorem szpitala był Witold Łuniewski.
W początkowym okresie szpital był budowany w stylu eklektycznym, m.in.: neogotyckim (kaplica katolicka), ormiańskim (cerkiew) i charakterystycznym dla drugiej połowy XIX wieku stylu architektury klinkierowej (pawilony pacjentów). W zespole projektantów pracował Józef Pius Dziekoński.
W przewodniku z 1904 roku widnieje następujący opis dotyczący szpitala w Tworkach: "Budowle szpitalne wraz z przyległym laskiem zajmują 135 morgów przestrzeni. Składają się z kilkunastu oddzielnych budowli, kaplicy, budynku maszynowego, kuchni, pralni, suszarni i mieszkań dla administracji i służby. Za laskiem znajdują się pawilony dla nieuleczalnie chorych. Zakład cały oświetlony elektrycznością".
W latach 1908–1914 w szpitalu praktykował lek. Józef Pracki.
W okresie dwudziestolecia międzywojennego XX w. Witold Łuniewski rozbudował szpital w stylu art déco, zgodnie z koncepcją miasta-ogrodu oraz w polskim stylu architektury dworkowej. Witold Łuniewski dokonał planowego zagospodarowania przestrzeni parkowej, wzniósł cztery fontanny, otworzył letni teatr. Projektantami byli Tadeusz Pluciński i Władysław Jastrzębski. Witold Łuniewski stworzył pierwszy w Polsce specjalistyczny oddział obserwacji sądowo-psychiatrycznych. W 1924 nieopodal szpitala powstał cmentarz.
W okresie drugiej wojny światowej pacjenci Szpitala Tworkowskiego zostali uchronieni przed masową eksterminacją w ramach tzw. akcji T4. Szpital był miejscem schronienia dla wielu prześladowanych osób różnych narodowości.
W latach 1946–1953 pod zarządem szpitala znajdowały się okoliczne majątki. Prowadzono w nich uprawę ziemi, hodowlę bydła i ryb.
W okresie lat siedemdziesiątych XX wieku powstało kilka pawilonów w stylu typowym dla budynków użyteczności publicznej tego okresu.
W 2008 częścią szpitala stał się Oddział Leczenia Zaburzeń Nerwicowych w Komorowie, także wkomponowany w zabytkowy park.
Od 2009 do 2015 na terenie szpitala przeprowadzono modernizację, z odtworzeniem zabytkowego układu urbanistycznego i programem konserwacji zabytków. W 2009 otwarto Pawilon V (kliniczny oddział konsultacyjny), a w późniejszym okresie wykonano prace budowlane w Pawilonie XI (izba przyjęć z oddziałem przyjęciowym, oddział intensywnej opieki medycznej) i w Pawilonie VII (kliniczny oddział diagnostyczny, sala wykładowa, centrum neuroradiologii, izba przyjęć). Pawilonowi XI została przywrócona architektura z XIX wieku, kiedy był siedzibą dyrekcji szpitala.
W obrębie parku znajduje się zabytkowy cmentarz z nagrobkami twórców polskiej psychiatrii, m.in.: prof. Zdzisława Bizonia, prof. Józefa Handelsmana, prof. Andrzeja Jusa, prof. Karoliny Jus, dr. Feliksa Kaczanowskiego, dr Felicji Łuniewskiej (z Pożaryskich), dr. Edwarda Steffena (seniora), dr. Wojciecha Moczulskiego, doc. Lidii Uszkiewicz i innych. Zlokalizowane są tu kwatery Obrońców Września 1939, ofiar ewakuacji Warszawy w 1944, groby artystów (Bolesława Wisłockiego, Włodzimierza Nowakowskiego), architektów (Alfreda Lucjana Zakrzewskiego) i historycznych rodów warszawskich (Emilii Kramsztyk).
Od 2010 Szpital jest zarejestrowany jako placówka wieloprofilowa, udzielając świadczeń z zakresu psychiatrii, neurologii, chorób wewnętrznych i radiologii.
Placówka zajmuje obszar 54 hektarów w Pruszkowie oraz 14 hektarów w Komorowie. Zabudowa szpitala (część tworkowska) i park (część tworkowska i komorowska) są chronione jako zabytki. Cały teren szpitala zajmuje około 68 hektarów, z czego około jedna trzecia jest zalesiona. Zwarty drzewostan (dęby, buki, lipy, modrzewie, brzozy, leszczyna i osika) jest ostoją wielu zwierząt (kuny, lisy, sowa uszata, myszołów, dzięcioł czarny). Na terenie parku znajdują się rozlewiska i starorzecza Utraty, obejmujące łącznie pięć oddzielnych zbiorników, w tym jeden z wyspą.

## Działalność
Dekret Cesarza Wszechrosyjskiego Aleksandra III o utworzeniu szpitala przewidywał prowadzenie w nim działalności dydaktycznej. Działalność ta była kontynuowana przez cały okres istnienia szpitala. W związku ze zniszczeniami wojennymi, w 1945 zlokalizowano w szpitalu Klinikę Psychiatrii (wówczas Uniwersytetu Warszawskiego, a od 1950 – Akademii Medycznej w Warszawie). Klinika ta działała w szpitalu do 1965 (obecnie I Klinika Psychiatrii znajduje się w składzie I Wydziału Lekarskiego Warszawskiego Uniwersytetu Medycznego i działa na bazie Szpitala Nowowiejskiego). Współpraca z Warszawskim Uniwersytetem Medycznym została ponownie nawiązana w 2006, kiedy utworzono na terenie Szpitala nową Klinikę Psychiatrii (działającą w ramach II Wydziału Lekarskiego Warszawskiego Uniwersytetu Medycznego).
W 1951 na terenie szpitala został powołany Instytut Psychiatrii i Neurologii, przeniesiony w 1973 do własnego budynku przy ul. Jana III Sobieskiego w Warszawie (z wyjątkiem Kliniki Psychiatrii Sądowej, która działała na terenie Szpitala Tworkowskiego do 2004). Obecnie oddział psychiatrii sądowej jest częścią Kliniki Psychiatrii Warszawskiego Uniwersytetu Medycznego (WUM). W 2013 utworzono drugą Klinikę Psychiatrii w Szpitalu, w ramach Wydziału Nauki o Zdrowiu WUM.
Szpital należy do największych tego typu placówek w Polsce. Jest szpitalem uniwersyteckim, prowadzącym wysokospecjalistyczną działalność kliniczną, dydaktyczną i naukową. Świadczenia są udzielane w 20 oddziałach. Pracownia elektroencefalografii oraz zespół leczenia środowiskowego były pierwszymi tego typu w Polsce.
Na terenie Szpitala znajdują się siedziby kilku towarzystw naukowych i organizacji pożytku publicznego: Towarzystwa Neuropsychiatrycznego, Polskiego Towarzystwa Psychologii Klinicznej i Sekcji Arteterapii Polskiego Towarzystwa Psychiatrycznego.

## Dyrektorzy[4]
- Władimir Chardin (1891−1904)
- Iwan Sabasznikow (1904−1915)
- Witold Łuniewski (1919−1940)
- Eugeniusz Honette (1940−1945)
- Feliks Kaczanowski (1945−1976)
- Edward Krzemiński (1976−1984)
- Krystyna Łęczycka (1984−1987)
- Maria Pałuba (1987−1999)
- Andrzej Kacprzak (1999−2004)
- Maria Hołownia (I-X 2005)
- Lidia Rudzka (X 2005−?)
- Wojciech Legawiec (2019−I 2024)[5][6][7]

## Ciekawostki
W 2001 roku powstał film dokumentalny Andrzeja Titkowa pt. "Stacja Tworki". Autor obrazuje najcięższe przypadki chorych. Przedstawiona została również działalność Fundacji "Amici di Tworki", gdzie chorzy poprzez działalność artystyczną wracają do zdrowia.
W 2008 roku częścią szpitala stał się Oddział Leczenia Zaburzeń Nerwicowych w Komorowie, także wkomponowany w zabytkowy park.
Dzisiaj szpital tworkowski należy do największych tego typu placówek w całym kraju. Jest to szpital uniwersytecki. Na terenie placówki zlokalizowanych jest kilka towarzystw naukowych i organizacji pożytku publicznego: Towarzystwa Neuropsychiatrycznego, Polskiego Towarzystwa Psychologii Klinicznej i Sekcji Arteterapii Polskiego Towarzystwa Psychiatrycznego.